# William Phillips (General)

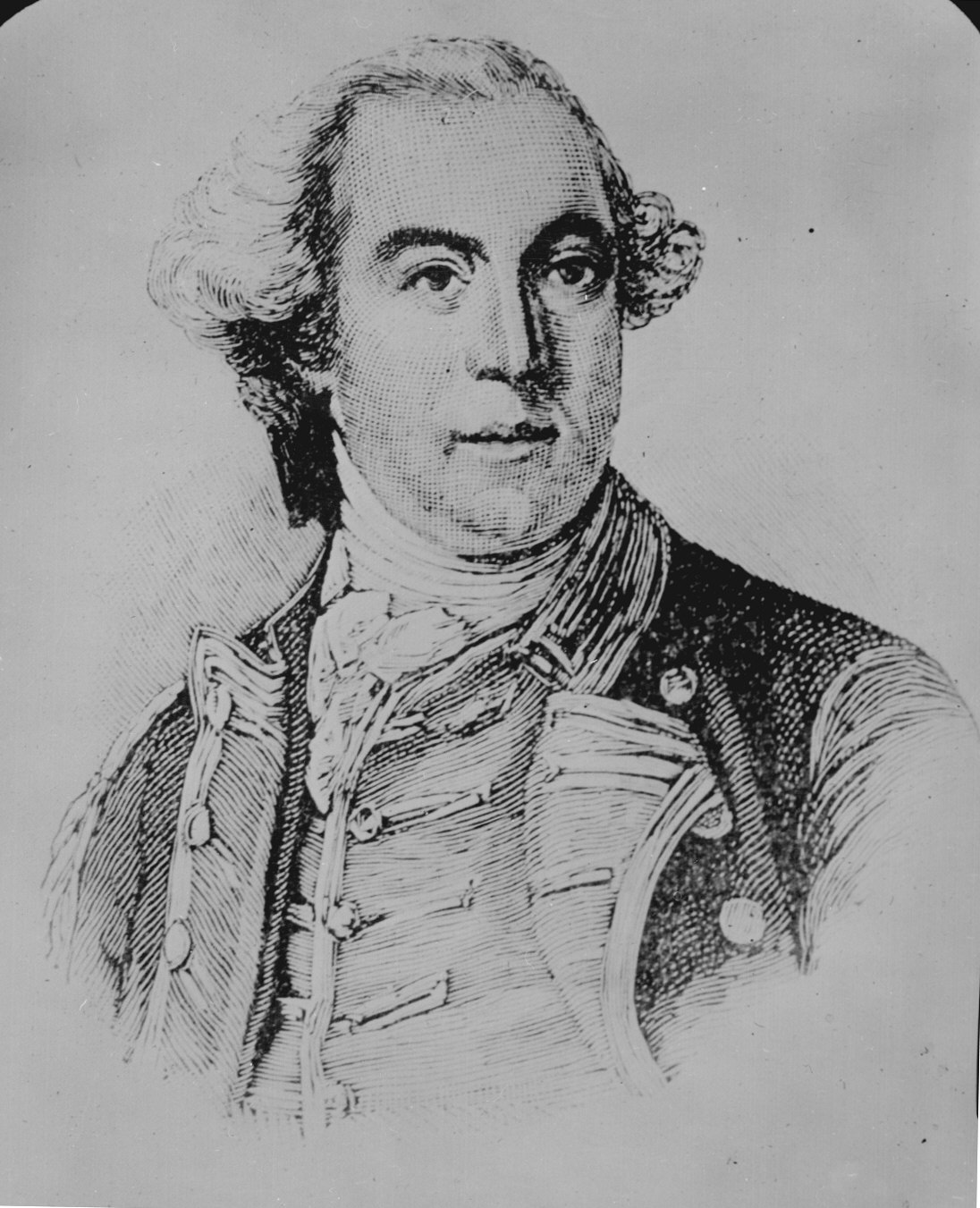
William Phillips

William Phillips (* 1731; † 13. Mai 1781 in Petersburg, Virginia, Kolonie des Königreich Großbritannien) war ein Artillerieoffizier in der British Army, der als Generalmajor im Amerikanischen Unabhängigkeitskrieg diente.

## Leben
Phillips stammte aus einer walisischen Offiziersfamilie und trat am 1. August 1746 als Kadett in die Royal Artillery Academy in Woolwich, England ein. Er wurde am 1. April 1750 Quartiermeister des 1. Artilleriebattalions, am 1. März 1755 Second Lieutenant, am 1. April 1756 Lieutnant und am 12. Mai 1756 Captain.

### Siebenjähriger Krieg
Er war als Kommandeur einer Artilleriebrigade Angehöriger des britischen Expeditionskorps im Siebenjährigen Krieg in Deutschland. In der Schlacht bei Warburg exerzierte er ein beispielloses Manöver, indem er mit seinen schweren Kanonen acht Kilometer weit galoppierte und damit der französischen Armee den Weg abschnitt. Zum Ende des Krieges wurde er zum Lieutenant-Colonel befördert und gründete eine musikalische Brigade, auf die heutige Royal Artillery Band zurückgeht. Nach dem Siebenjährigen Krieg wurde Phillips Generalinspekteur der Artillerie im Mittelmeerraum und dann Artilleriekommandeur an der Königlichen Artillerieakademie in Woolwich. 1772 wurde er zum Colonel befördert und zum Gouverneurleutnant von Windsor Castle ernannt. Nach seiner Beförderung zum Brigadier-General 1774 wurde er als Abgeordneter für Boroughbridge in Yorkshire ins britische House of Commons gewählt. Er hatte dieses Mandat bis 1780 inne.

### Amerikanischer Unabhängigkeitskrieg
Nach Ausbruch der Feindseligkeiten zwischen den Kolonisten und England in Nordamerika, wurde William Phillips zum Generalmajor ernannt und dorthin befohlen, um alle Artilleriestreitkräfte in den kanadischen Kolonien zu befehligen. Dann wurde er John Burgoyne für den Saratoga-Feldzug als Flügelkommandeur unterstellt. Phillips wird als tapferer und glänzender Offizier beschrieben. Am 17. Oktober 1777 kapitulierte Burgoyne und seine gesamte Armee, die von da an Convention Army genannt wurde, marschierte nach Boston, um dort einen Austausch zu erwarten.
Phillips wurde nach Burgoynes Rückkehr nach England Kommandeur der Convention Army, die kurz nach Burgoynes Abreise nach Albemarle Barracks bei Charlottesville (Virginia) verlegt wurde. Die Bedingungen für die britischen Kriegsgefangenen waren entsetzlich und Phillips bemühte sich permanent um Nahrung, Kleidung und Unterbringung für seine Männer. Ende 1779 wurde er mit seinem Stab endgültig nach New York City gebracht und 1780 gegen den amerikanischen General Benjamin Lincoln eingetauscht.
Am 1. Januar 1781 sandten die Briten eine Expedition unter dem Kommando ihres neuen Brigadier-General Benedict Arnold in die Chesapeake Bay in Virginia. Arnold führte einen Entlastungsangriff den James River hinauf nach Richmond und beschädigte und zerstörte wesentlich die amerikanischen Versorgungswege und die industrielle Unterstützung. Dann kehrte er nach Chesapeake zurück und befestigte seine Armee in Portsmouth (Virginia).
Weil er wusste, dass die Streitkräfte zu schwach für weitere Operationen in Virginia waren, sandte Sir Henry Clinton, der britische Oberkommandierende in New York City, Phillips mit starken Entsatzkräften nach Portsmouth. Er traf im März 1781 ein. Am 18. April begann ein Hauptangriff den James River hinauf in Richtung Yorktown, Williamsburg, die Marinedocks Virginias am Chickahominy River und die Farmgründe in Westen. Nach einer kurzen Erholungspause für seine Truppen setzte Phillips seine Truppen und seine Flotte nach City Point in Marsch, wo er am 24. April landete. Am Morgen des 25. April marschierte seine Armee in Richtung Petersburg. Unter dem Kommando von Generalmajor Friedrich Wilhelm von Steuben stand nur eine kleine Armee von nur wenig mehr als 1.000 Milizionären Phillips 2.500 erfahrenen Männern gegenüber. Trotz der erdrückenden Übermacht hielt die Virginia-Miliz den Angriff der Briten drei Stunden auf, ehe sie in die Stadt zurückwich. Zwei Tage nach dieser Schlacht marschierte Phillips Armee nach Norden und brannte militärische Einrichtungen in Chesterfield, mehrere Kriegs- und Frachtschiffe bei Osbornes Landing und eine Gießerei und mehrere Lagerhäuser in Westham nieder. Zur selben Zeit trafen reguläre amerikanische Truppen unter Generalmajor Lafayette in Richmond ein, um einen Angriff Phillips auf die Hauptstadt zu verhindern. Phillips entschied, jedoch, dass sein Feldzug ein voller Erfolg gewesen sein und befahl seiner Armee den James hinab nach Portsmouth abzurücken. Während des Marsches erkrankte er schwer an Fieber, das entweder einer Malaria oder Typhus zuzuschreiben ist.
Einige Tage später trafen Befehle von Generalleutnant Charles Cornwallis aus North Carolina ein, die Phillips und seine Armee nach Petersburg beorderten. Als sie am 9. Mai eintrafen, war Phillips so krank, dass General Benedict Arnold das Kommando übernehmen musste. Am 10. Mai traf Lafayettes Armee ein und bombardierte die britischen Truppen in Petersburg von den Höhen im Norden aus. Am Morgen des 13. Mai 1781 starb William Phillips. Am selben Abend wurde er an einer geheim gehaltenen Stelle auf dem Blandforder Kirchenfriedhof beigesetzt.